# Nicholas Wright
 (juin 2020).
Pour les articles homonymes, voir Wright.
Nicholas Wright (né en 1940 au Cap en Afrique du Sud) est un dramaturge britannique.

## Biographie
Wright est né au Cap et a déménagé à Londres pour étudier à la London Academy of Music and Dramatic Art.
En 1965, il rejoint le Royal Court Theatre en tant que directeur de casting et en 1969, il est devenu le premier directeur du Theatre Upstairs.
Il créa le Theatre Upstairs au Royal Court Theatre après son apprentissage à la London Academy of Music and Dramatic Art (LAMDA), et son répertoire inclut prétendument « 99 pièces ».